# Embalse de Pong
El embalse de Pong, también conocido como Maharana Pratap Sagar o lago de la presa de Pong, es un gran embalse en Fatehpur, Jawali y el tehsil de Dehra, en el  distrito de Kangra del estado de Himachal Pradesh en la India. Fue creado en 1975, mediante la construcción de la presa de relleno de tierra más alta de la India (133 m) en el río Beas, en la zona de humedales de las colinas de Siwalik. Su nombre hindú procede del rey Maharana Pratap (1540-1597). El lago formado en el embalse es un santuario de vida silvestre muy conocido (Pong Dam Bird Sanctuary) y uno de los 49 sitios internacionales de humedales reconocidos en la India por el Convenio de Ramsar. El embalse cubre un área de 245,3 km², y la porción de humedales es de 156,62 km².
El embalse de Pong y el embalse de Gobind Sagar son los dos embalses de pesca más importantes en las estribaciones del Himalaya, en el estado de Himachal Pradesh. Varias ciudades y pueblos quedaron sumergidos en el embalse y, como resultado, muchas familias fueron desplazadas.

## Ubicación
Las estaciones de tren más cercanas al proyecto son Mukerian, a 30 km, y Pathankot, a 32 km. Los pueblos de Nagrota Surian y Jawali, ubicados en la periferia del embalse, están conectados por una línea ferroviaria de vía estrecha, en la línea de Kangra, que conecta Pathankot con Jogindernagar.
El embalse está conectado por una buena red de carreteras a las principales ciudades de Himachal Pradesh y Punjab.

## Topografía
El embalse está delimitado por la escarpada cadena montañosa Dhauladhar, las estribaciones bajas del Himalaya, en el extremo norte de las llanuras indogangéticas y los arroyos de montaña que atraviesan los valles.

## Hidrología e ingeniería

### Hidrología
El río Beas, en el que se encuentra la presa de Pong, es uno de los cinco ríos principales de la cuenca del Indo. El río fluye desde Beas Kund, cerca del paso de Rohtang (3980 m), en la parte superior del Himalaya, y avanza generalmente en dirección norte-sur hasta Largi, desde donde gira bruscamente casi en ángulo recto y fluye en dirección oeste hasta la presa de Pong. El río recorre una longitud total de unos 116 km desde la fuente hasta la presa de Pong.
El embalse drena un área de captación de 12.561 km², de los cuales la zona de nieves permanentes es de 780 km². Las lluvias monzónicas entre julio y septiembre son una fuente importante de suministro de agua al embalse, además de la nieve y el derretimiento de los glaciares. El área del embalse experimenta veranos calurosos, con una temperatura máxima de 40 oC, en un clima cálido y húmedo. Los inviernos son bastante fríos y en su mayoría secos. La presa actúa como una esponja para los flujos de inundación, y la regulación del embalse evita que las áreas altas circundantes se inunden de forma rutinaria durante la temporada del monzón. La longitud del embalse es de 42 km, con un ancho máximo de 19 km, y una profundidad media de 35,7 m. Mientras que la temperatura del agua superficial varía entre 22 y 25 oC, el agua entrante del río tiene un rango de temperatura de 6 a 26 oC .

### Características
Después de la partición de la India, las aguas del sistema del río Indo se asignaron río a río, con ciertas estipulaciones, según el Tratado del Agua del Indo (1960), entre India y Pakistán. India obtuvo el uso exclusivo de los tres ríos orientales ( Ravi, Beas y Sutlej) y Pakistán obtuvo el uso exclusivo de los tres ríos occidentales (Indo, Jhelum y Chenab). Después de este tratado, India preparó un plan maestro para utilizar las aguas de los tres ríos de su parte y se construyó la presa de Bhakra en el río Sutlej. Luego, el río Beas se embalsó en dos etapas, y la presa de Pong fue la segunda etapa. El río Ravi también se ha desarrollado a través de la presa de Ranjit Sagar o presa Thein. Los tres proyectos son de naturaleza multipropósito e involucran riego, suministro de agua y generación de energía hidroeléctrica.
La presa de Pong se construyó sobre el río Beas a su entrada en las llanuras de Talwara, como parte de un gran proyecto conocido como Templos de la India moderna, expresión acuñada por el primer ministro Jawaharlal Nehru para describir todos los proyectos que llevarían a la India a la modernidad desde la independencia. Se trata de una presa de grava con núcleo de tierra de 132,6 m de altura sobre los cimientos más profundos. El embalse o el lago tiene una capacidad de almacenamiento de 8570 millones de m³. La descarga máxima de inundación es de 12.374,4 m³ a través de un vertedero de descarga con compuertas (en la foto ) ubicado en el estribo izquierdo de la presa.

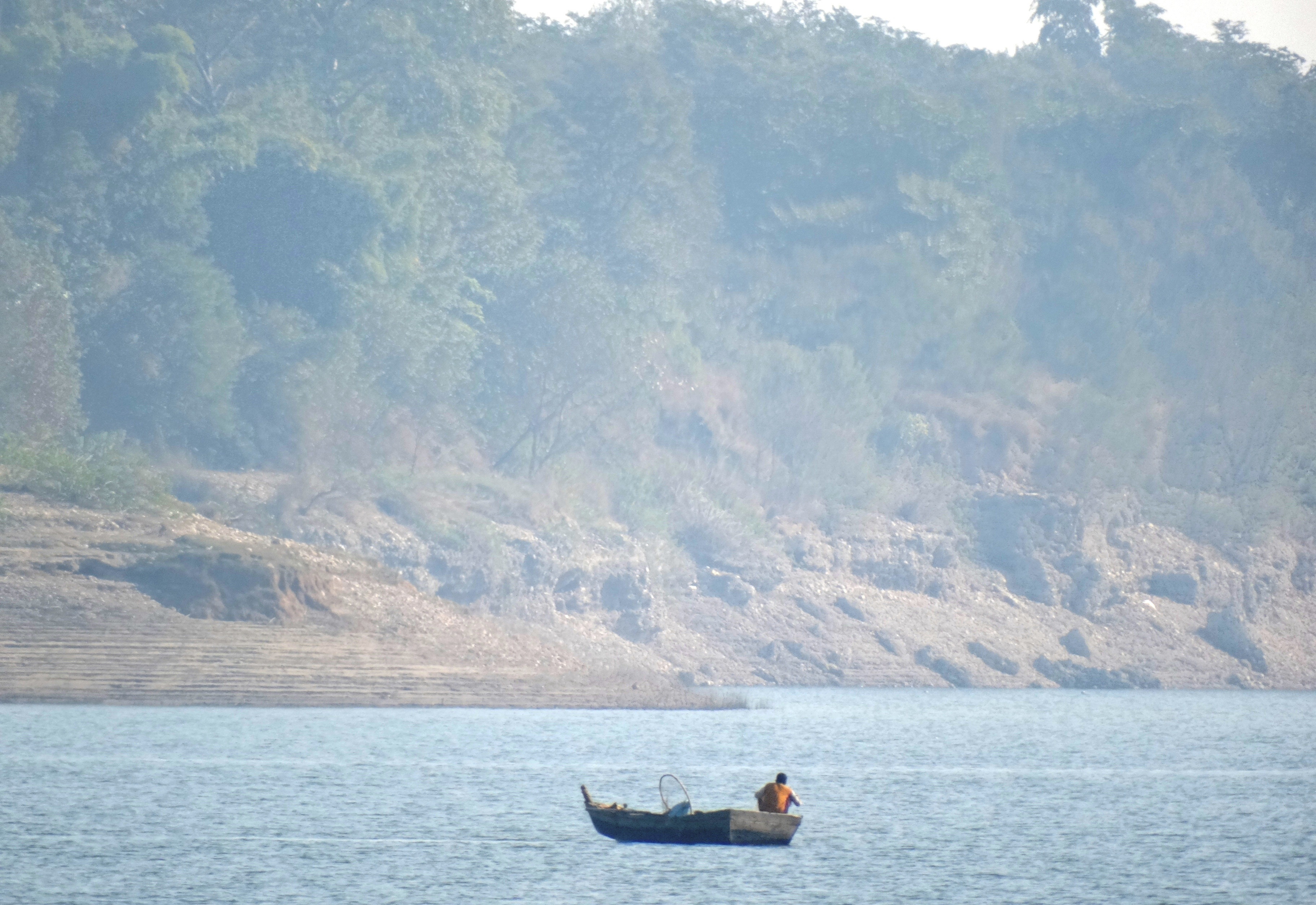
Pesca en el embalse de Pong

Las características confirmadas de la presa se detallan a continuación:
- Parte superior de la presa – 436 m
- Nivel del agua  normal – 427 m
- Nivel máximo del agua – 433 m
- Nivel mínimo de trabajo – 384 m
- Capacidad bruta de almacenamiento: 8,57 km³
- Capacidad de almacenamiento vivo: 7,29 km³
- Longitud del embalse: 41,8 km
- Profundidad máxima del embalse: 97,84 m

La central hidroeléctrica ubicada aguas abajo, en el lado derecho de la estructura del aliviadero, inicialmente estaba prevista para una capacidad instalada de 360 megavatios (489 463 CV), con seis unidades generadoras de 6x 60 megavatios (81 577,2 CV) . Más tarde se actualizó a 6x 66 megavatios (89 734,9 CV), totalizando una capacidad de 396 megavatios (538 409,2 CV) a partir de 2012. El agua del embalse se conduce a la casa de máquinas a través de tuberías forzadas, cada una de 5,025 m de diámetro.
La operación del embalse es un aspecto crucial, ya que tanto los proyectos de la represa Bhakra como la represa Pong requieren su operación de una 'manera integrada' para lograr beneficios óptimos de riego y energía. El agua almacenada en el embalse durante el verano y la temporada de lluvias, luego de cumplir con los requerimientos de riego de los estados socios, es liberada de manera regulada durante los períodos de escasez, en un cronograma fijo de Período de llenado-Período de agotamiento para ambos embalses. El período de llenado y vaciado de
- el embalse de Bhakra es del 21 de mayo al 20 de septiembre y del 21 de septiembre al 20 de mayo, y
- para el embalse de Pong, del 21 de junio al 20 y del 21 de septiembre al 20 de junio respectivamente.

Un comité técnico de la Junta Directiva de Bhakra Beas (BBMB) autoriza las descargas mensuales de acuerdo con los requisitos proyectados por los estados socios. Los manuales de operación denominados “Criterios de Diseño para la Operación, Mantenimiento y Observación” de los embalses de Bhakra, Pong y Pando, debidamente actualizados según se requiera, brindan las reglas orientadoras para la operación integral eficiente de los embalses. Los dos embalses suministran agua de riego y potable a Punjab, Haryana, Rajasthan, Delhi y Chandigarh. Himachal Pradesh también cuenta con suministro de agua potable.

## Calidad del agua
Los parámetros de calidad del agua registrados para el embalse son:
- Transparencia del disco Secchi: 0,12-4,8 m; pH 7,0–8,4; silicatos 3,0–5,0 mg/litro; cloruros 6,0–7,0 mg/litro; dureza total 22–28 mg/l, con un rango de dureza total de 19 a 68 mg/litro; alcalinidad total 53–81 mg/litro; conductividad específica 173–190 µmhos.

## Flora y fauna

### Sitio Ramsar
El embalse (o lago) de la presa de Pong fue declarado humedal Ramsar debido a su rica diversidad de aves acuáticas para la conservación y el uso sostenible del humedal. Este reconocimiento se basó en una propuesta formulada por el Consejo Estatal de Ciencia, Tecnología y Medio Ambiente de Himachal, Shimla, presentada a la Oficina de Ramsar, Suiza, a través del Ministerio de Medio Ambiente y Bosques de la Unión del Gobierno de la India.
El embalse y su ubicación estratégica en el extremo noroeste de las llanuras septentrionales ha atraído pájaros migratorios de las llanuras de India, países asiáticos centrales y Siberia. Se han identificado más de 220 especie de pájaros de 54 familias. Un censo de dos días que se realizó en febrero de 2015, grabó más de 130.000 pájaros en los humedales del embalse de Pong. El paso de las aves  migratorias por el embalse, en su recorrido a través del Himalaya, durante cada estación, ha enriquecido los valores de biodiversidad del embalse.

### Bosques
Las colinas que rodean el embalse están cubierta por bosques mixtos de pinos y árboles caducifolios. En la zona también se han cultivado eucaliptos. El crecimiento del bosque proporciona suficiente sustento a las aves migratorias. Entre los árboles figuran la acacia, el jambul, el sisu, el mango, la morera, el ficus, kachanar, el grosellero de la India y Prunus, además de numerosas especies de arbustos, hierbas y trepadoras. La variación estacional del nivel del agua del embalse entre el nivel máximo del agua y el nivel mínimo de extracción no permite el crecimiento de mucha vegetación emergente, pero se ha notado cierta cantidad de vegetación sumergida.

### Limnología
En el embalse de Pong Dam y sus afluentes se registra una amplia variedad de peces comercialmente viables, con 27 especies de 5 familias, entre ellos los ciprínidos mahseer, el catla, la carpa espejo, el singhara (una especie de bágrido) y otros. Antes de la construcción del embalse, los bagres, las carpas espejo y algunos peces comunes eran la ictiofauna dominante en el río Beas. Con la aparición del embalse, se fomentó la pesca comercial como un programa importante no solo para dar empleo a unos 1500 pescadores, sino también para promover el ecoturismo. Se hizo una primera introducción de la carpa común en 1974 y de otros ciprínidos como la carpa plateada en 1976–77. Esto dio como resultado un cambio en el tipo de capturas del embalse, ya que las carpas representaron el 61,8% en 1987–88. Finalmente, las poblaciones de peces presentes en el embalse, por su abundancia son: 1) rohu, Aorichthys seenghala, 2) Labeo calbasu (nativo), 3) Tor putitora (mahseer del Himalaya), 4) Cirrhinus mrigala, 5) Wallago attu, 6) Cyprinus carpio, 7) Labeo dero, 8) Catla catla y 9) Channa sp.  El embalse, a diferencia de otros embalses de la región, ha mostrado un marcado crecimiento en la captura de peces mahseer (un tipo de ciprínidos del género Tor principalmente) el 20% de la captura total durante 1999–2000, con un tamaño promedio de los peces que oscila entre 1,5 y 1,7 kg . Esto se atribuye al cambio en las Reglas de pesca de Himachal Pradesh (HP), con una cláusula adicional que especifica el tamaño mínimo capturable para el mahseer entre 300 y 300-500 mm (10-20 plg) o aproximadamente 1,2 kg (2,6 lb) . Se establece que la regla le da a cada mahseer hembra para reproducirse al menos una vez antes de ser capturada. 
Se dice que la pesca con caña de mahseer en el embalse de Pong es la única de su tipo en el país.

### Santuario de aves

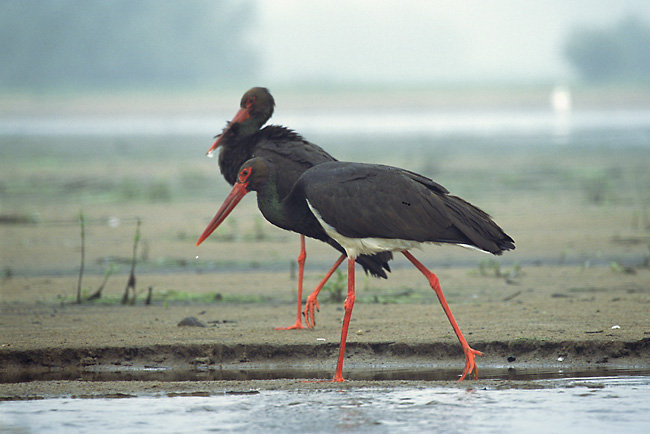
Cigüeña negra.

El embalse fue declarado santuario de aves en 1983. Unos 5 km en torno al embalse se han declarado como zona de amortiguamiento para el manejo del santuario de aves. La importancia nacional, así como internacional, del santuario se realza debido a su diversidad de aves acuáticas, que se evidenció por el aumento de especies de aves acuáticas de 39 antes de crear el embalse a 54 especies en la etapa posterior. El número de aves registradas, particularmente durante el período invernal de noviembre a marzo, ha aumentado constantemente a lo largo de los años. Los registros recientes indican un aumento de aves acuáticas de 18.887 en 1988-1995 a 130.000 en 2004 y 142.000 durante 2005.
Las principales especies de aves registradas son el ánsar indio (Anser indicus), el avefría europea, el tarro canelo, el ánade rabudo, la cerceta común, el ánade picopinto, la focha común, el somormujo cuellirrojo, la gaviota reidora, los caradrinos, la cigüeñas, charranes, aves acuáticas y garcetas.

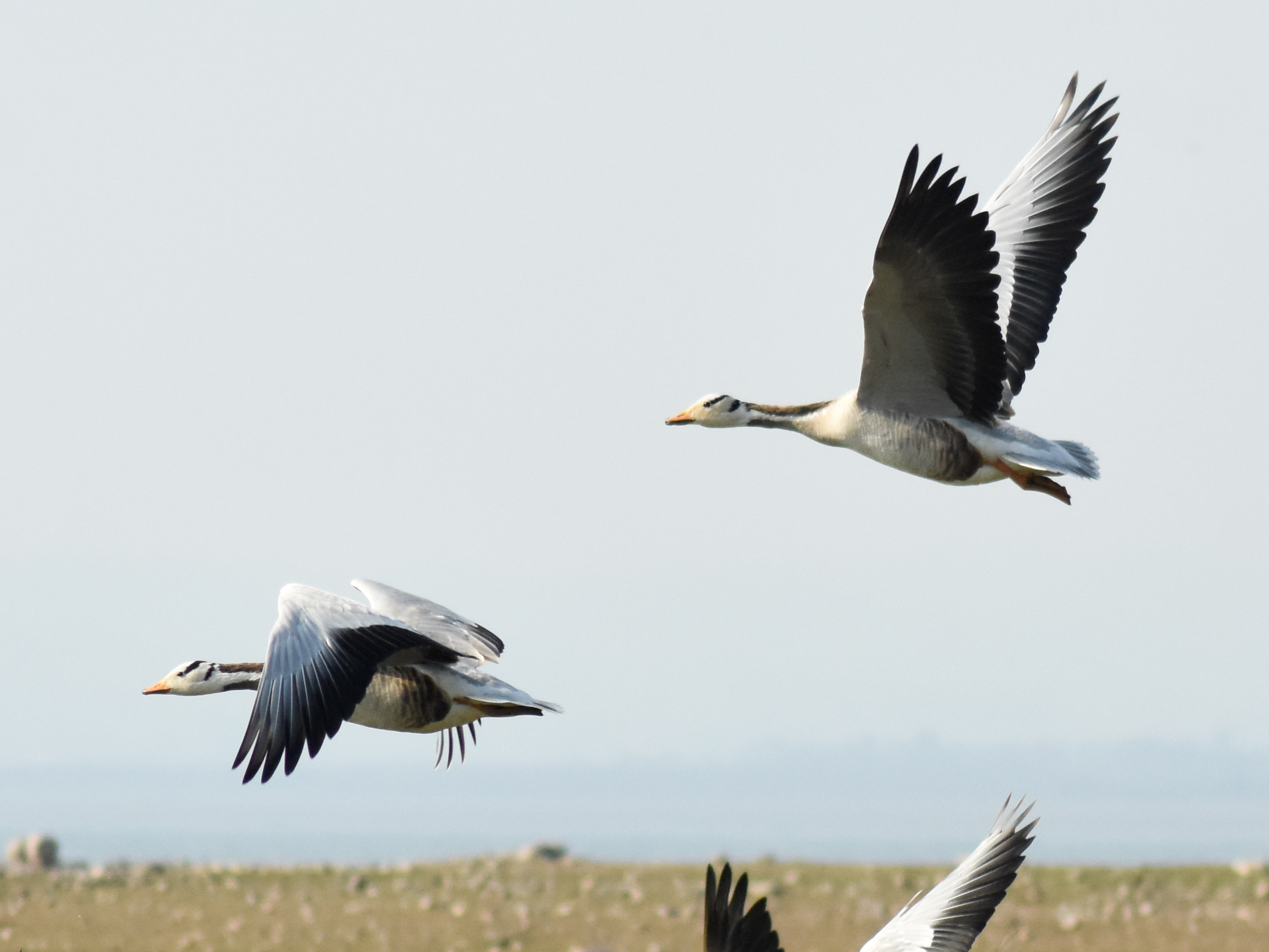
Ánsar indio en vuelo cerca de Nagrota Surian, en enero de 2020.

Los hábitats de aves en el área del embalse se clasifican bajo los siguientes encabezados:
1. La línea de costa que retrocede forma marismas y bancos de lodo a partir de octubre que proporcionan materia orgánica, gusanos, insectos y moluscos para las aves y los chorlitos que pasan el invierno. Las lavanderas, las alondras y los bisbitas también utilizan las marismas.
2. Las aguas poco profundas en los márgenes del embalse y las aguas profundas abiertas son utilizadas por anatinos (Anatinae) y algunas limícolas de patas largas.
3. En los bancos de arena cercanos a la periferia del embalse con bancos de arena seca sembrados de pequeños cantos rodados, con poca o ninguna vegetación, se alimentan zarapitos y canasteras.
4. Debajo del emisario de la presa, aves como patos, fochas, currucas, charlatanes, munias, martines pescadores y depredadores utilizan hábitats pantanosos y vegetación junto al agua.
5. En las áreas de descenso del embalse, que también son cultivadas por la población local durante el invierno, se alimentan el ánsar indio y el tarro canelo.

Alrededor de cinco mil turistas visitan el santuario de aves durante la temporada de invierno, y la mayoría viene a observar aves migratorias por primera vez. Se están haciendo esfuerzos para fomentar el ecoturismo para atraer a más turistas al embalse.

### Fauna
La periferia del embalse ha registrado especies como muntíacos, sambar, jabalíes, leopardos y nutria enana.

## Templo
Los templos de Bathu son un grupo de templos antiguos ubicados a 7 km de Jawali, un tehsil del distrito de Kangra, que permanece completamente sumergido en las aguas del embalse durante ocho meses al año, pero emerge durante marzo-junio debido al bajo nivel del agua en estos meses.
Se ha establecido un centro regional de deportes acuáticos en el embalse de la presa de Pong, que ofrece actividades dirigidas, como piragüismo, remo, vela y esquí acuático, además de natación. Los programas de formación se organizan en seguridad acuática y medidas de salvamento con cursos de deportes acuáticos de tres niveles: el curso básico, el curso intermedio y el curso avanzado. Se han creado modernas instalaciones de infraestructura con un albergue de 75 camas y una casa de descanso de 10 suites. Se dice que es el único centro de su tipo en el país. El embalse también se usa para deportes acuáticos en Dehra, que se encuentra en la Carretera Nacional en ruta hacia el Templo Jwalamukhi y Dharamshala, aunque los gobiernos no han hecho mucho en el pasado. La gente puede navegar en Dehra, aunque hay escasez de barcos para el turismo y escasez de instalaciones de atraque. Los lugareños han estado exigiendo un centro de deportes acuáticos en Dehra durante décadas. Algunas familias en Dehra todavía fabrican barcos de madera tradicionales de siglos de antigüedad, aunque el número de estos artesanos está disminuyendo.[cita requerida]

## Medidas de protección
Las siguientes medidas de protección han permitido la preservación del ecosistema del embalse.
- La declaración de todo el embalse como Santuario de Vida Silvestre[21] en 1986 por parte del gobierno de Himachal Pradesh ha eliminado en gran medida la caza furtiva. Cerca de 40 comités de desarrollo forestal de las aldeas están funcionando para prevenir la caza furtiva de aves, además de nueve puestos de control. Dos puestos de control móviles monitorean actividades sospechosas en las áreas del santuario, en coordinación con los puestos de control establecidos. Este programa de vigilancia ha establecido Nagrota Surian, da, Tairess, Jambal Bassi, Nandpur Bhatoli y Dehra como lugares de residencia para las aves migratorias.
- Para controlar la sedimentación del embalse y proporcionar lugares de nidificación para las aves, se ha emprendido una importante plantación en la zona periférica del lago.
- El Plan de Gestión del Área Protegida contempla la protección de límites, la mejora del hábitat, el turismo y la regulación, las carreteras y las viviendas del personal, etc.
- Una de las islas en el embalse ha sido nombrada Ramsar (después de la Convención de Ramsar) y desarrollada para la educación sobre conservación de la naturaleza, completada con una casa de descanso y una instalación para navegar.
- La pesca en el embalse organizada con el apoyo total del Departamento de Pesca ha brindado oportunidades a las familias de Oustee (personas afectadas por el proyecto debido a la inmersión) del embalse para que asuman la pesca como profesión. Según el último informe, más de 1.789 pescadores se dedican a la actividad pesquera, lo que genera beneficios secundarios a más de 1.000 familias. En el embalse funcionan un gran número de sociedades cooperativas de pescadores.

## Galería

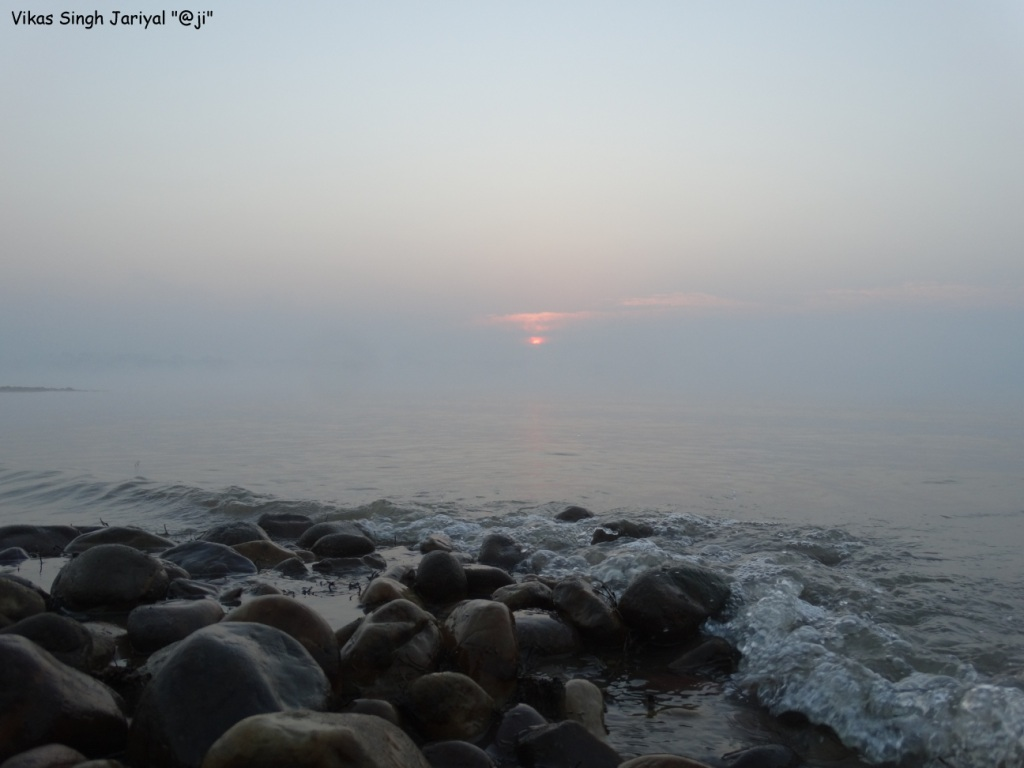
Amanecer en el lago de Pong
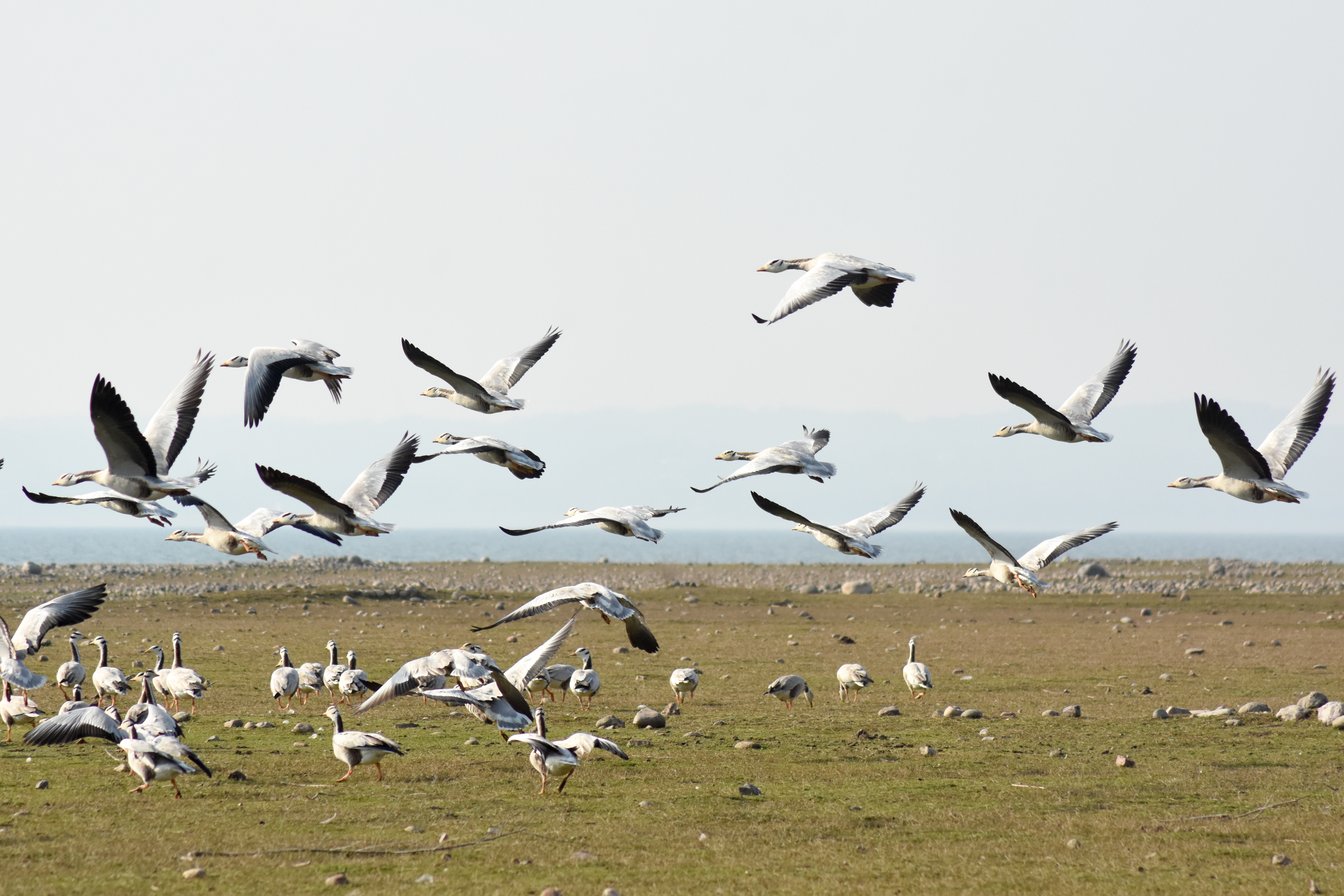
Gansos en vuelo.
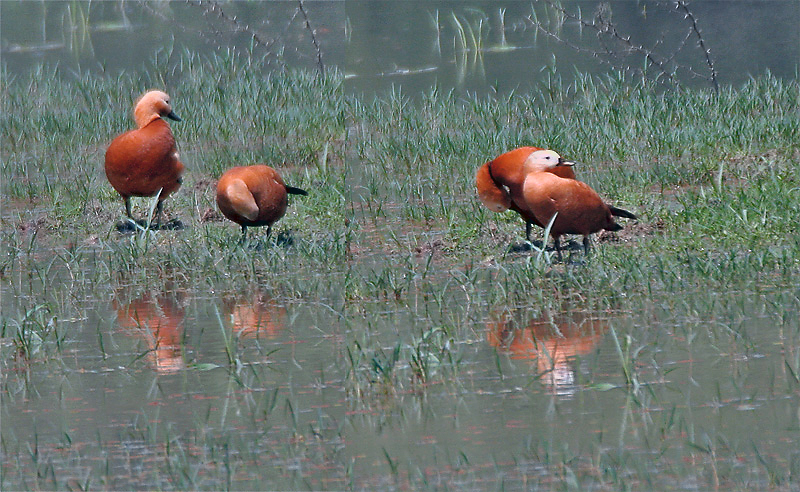
Tarro canelo
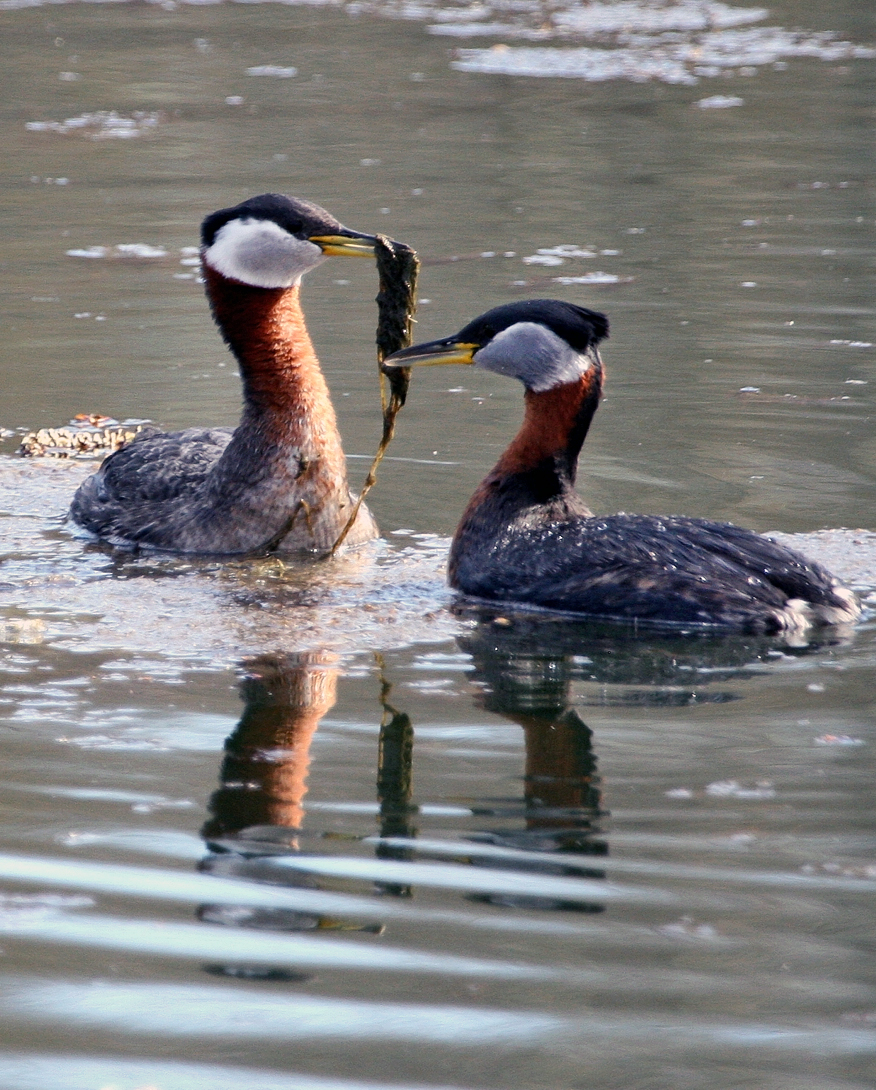
Somormujo cuellirrojo visto por primera vez en India en 1987
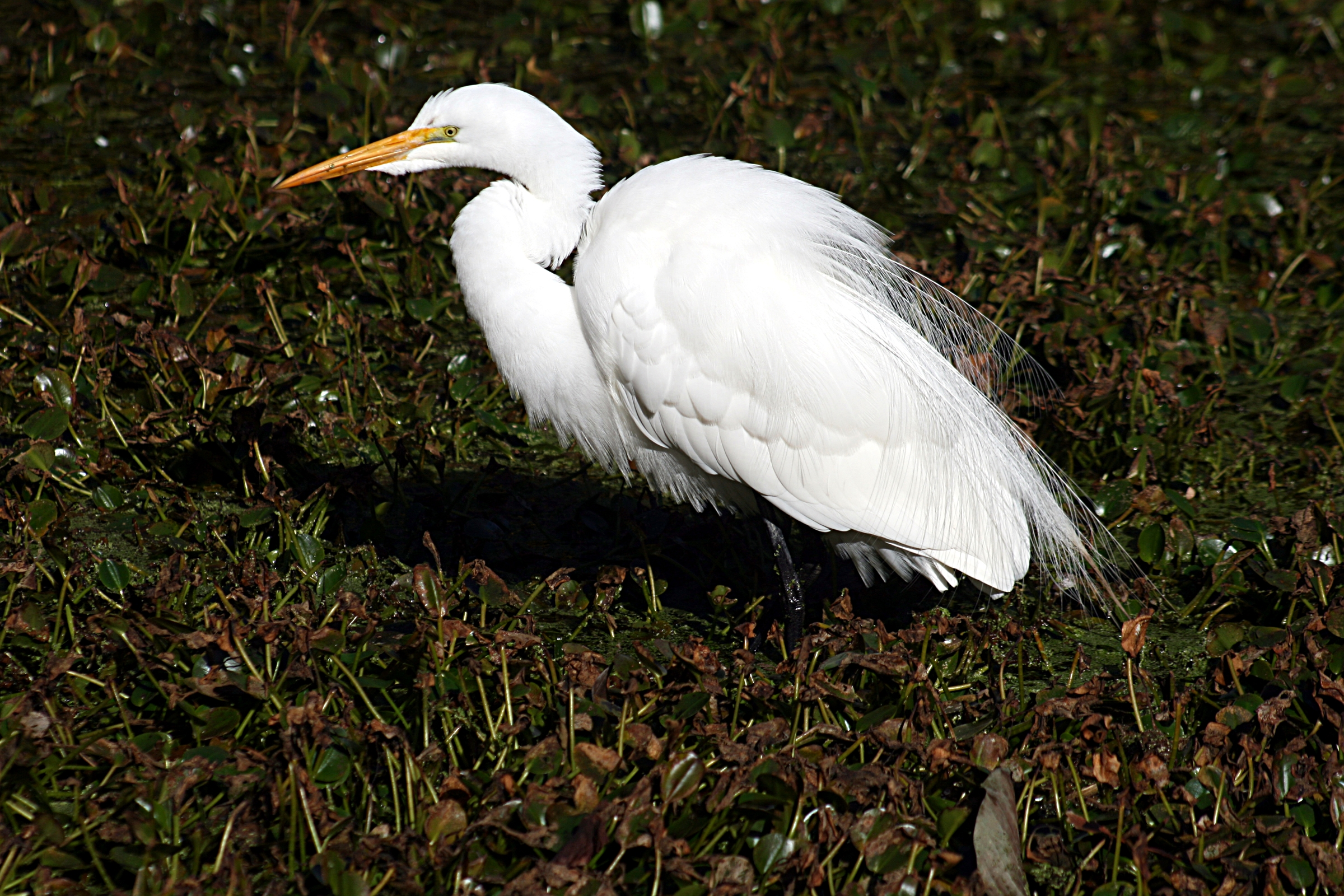
Garcetas
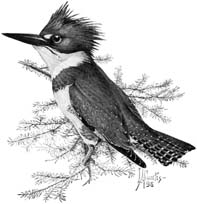
Martines pescadores
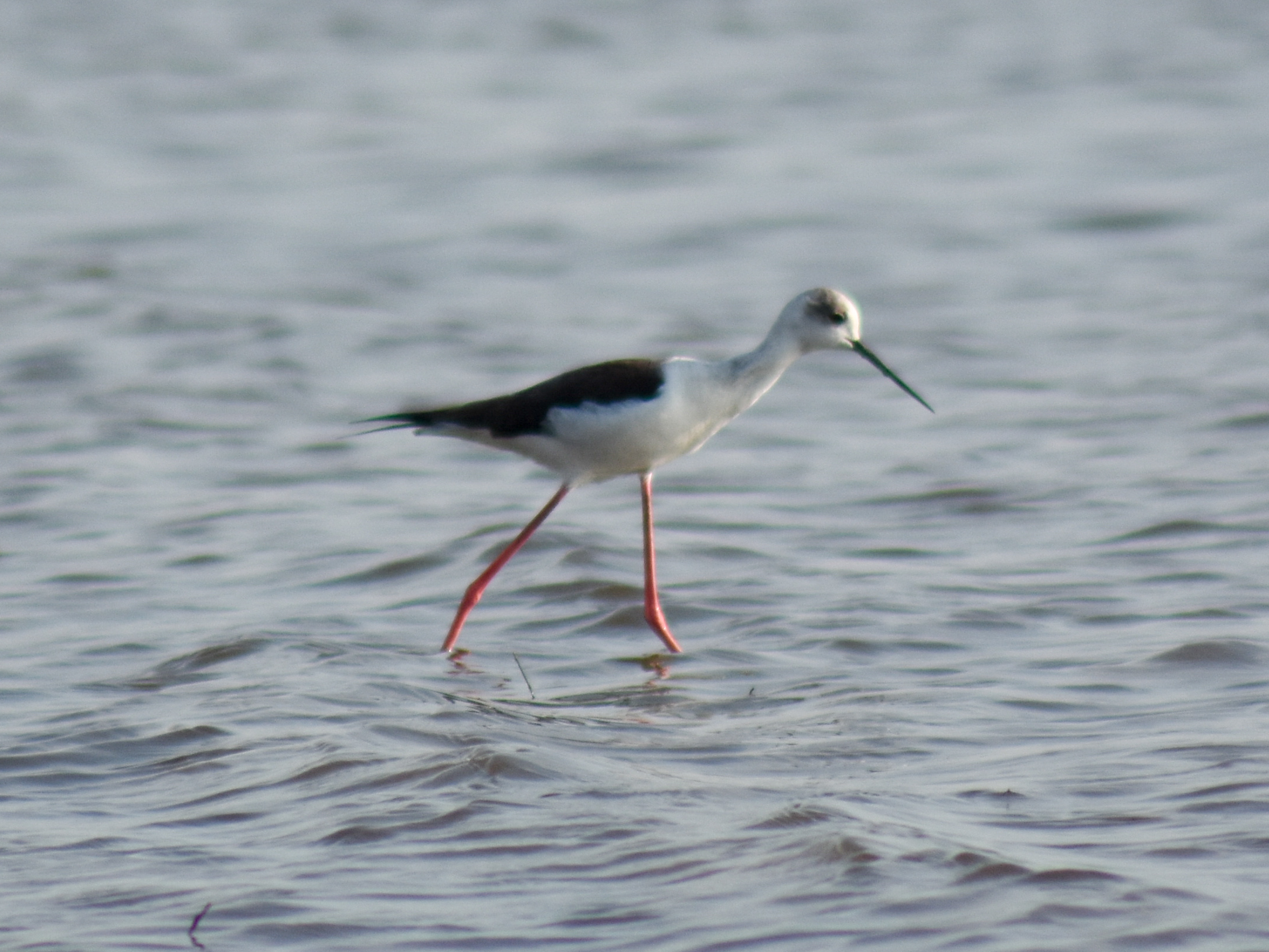
Cigüeñuela común.
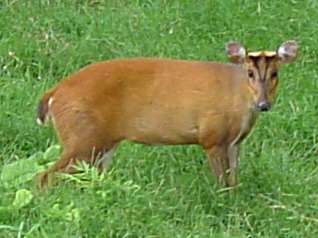
Muntíaco
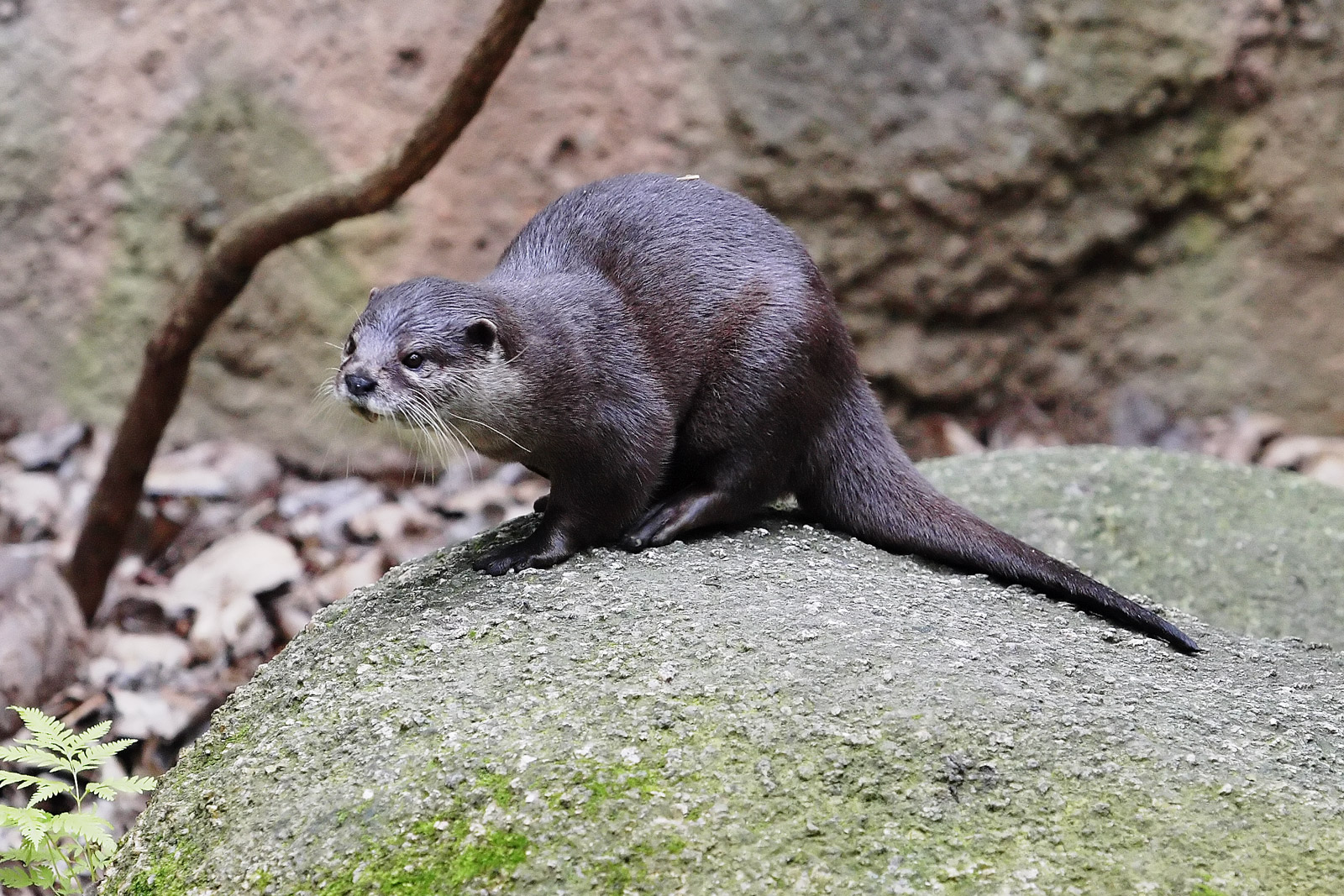
Nutria